# 下平幸二
下平 幸二（しもひら こうじ、1952年（昭和27年）10月 - ）は、佐賀県出身の航空自衛官、第6代情報本部長。職種は飛行。

## 略歴
- 1975年（昭和50年）3月：防衛大学校第19期卒業、航空自衛隊入隊
- 1986年（昭和61年）7月：3等空佐
- 1989年（平成元年）7月：2等空佐
- 1994年（平成06年）
  - 1月：1等空佐に昇任
  - 6月：防衛駐在官として在フランス日本国大使館に赴任
- 1998年（平成10年）8月1日：第4航空団飛行群司令
- 2000年（平成12年）3月30日：航空幕僚監部防衛部防衛課長
- 2001年（平成13年）
  - 1月11日：空将補に昇任
  - 6月29日：航空救難団司令に就任
- 2003年（平成15年）
  - 3月27日：第2航空団司令兼千歳基地司令
  - 5月：コープサンダー演習に参加
- 2004年（平成16年）8月30日：航空幕僚監部調査部長
- 2006年（平成18年）
  - 3月27日：航空幕僚監部運用支援・情報部長兼統合幕僚監部付
  - 9月19日：空将に昇任、統合幕僚監部運用部長
- 2007年（平成19年）7月3日：第3代 統合幕僚副長（同年9月1日まで統合幕僚監部運用部長事務取扱）
- 2008年（平成20年）11月7日：第6代 情報本部長に就任
- 2012年（平成24年）
  - 1月31日：退官
  - 10月1日：第4代 内閣衛星情報センター所長[1]
- 2016年（平成28年）3月31日：同所長退任[2]

## 栄典
- 1999年6月17日 - 国家功労勲章オフィシェ
- 2022年11月3日 - 瑞宝重光章[3]